# Off the Air
Off the Air è un programma televisivo statunitense del 2011, creato da Dave Hughes. 
Privi di introduzioni e narrazioni, ogni episodio della serie è formato da una serie di filmati surreali disposti attorno ad un unico tema libero espresso nel titolo e mescolati senza pause in una singola presentazione continua. Solitamente vengono utilizzati filmati virali o sconosciuti al pubblico, che lo stesso creatore si imbatte sui principali servizi in streaming come YouTube, Vimeo, Dailymotion o su altri siti come Prelinger Archives.  
A causa della fascia oraria in cui viene trasmessa e la piccola selezione di episodi di cui è costituita, la serie rimane relativamente sconosciuta sulla rete; tuttavia è stata accolta positivamente ed è considerata un fenomeno di culto dalla critica e dalla rete stessa. 
La serie viene trasmessa negli Stati Uniti su Adult Swim dal 1º gennaio 2011 e conta un totale di 45 episodi (e 3 speciali) ripartiti su dodici stagioni. È stata rinnovata per una tredicesima stagione che viene trasmessa dal 19 dicembre 2023.

## Struttura
Il programma si presenta come una vetrina di filmati surreali che variano tra animazioni, cortometraggi, video musicali, video virali, semplici filmati, clip e immagini psichedeliche. Tuttavia i filmati sono comunque disposti attorno a un unico tema e vengono mescolati senza alcuna pausa tra ogni singola presentazione.

## Puntate
| Stagione                 | Puntate | Prima TV USA | Prima TV Italia |
| ------------------------ | ------- | ------------ | --------------- |
| Prima stagione           | 5       | 2011-2012    | inedita         |
| Seconda stagione         | 4       | 2012-2013    | inedita         |
| Terza stagione           | 3       | 2013-2014    | inedita         |
| Quarta stagione          | 4       | 2014-2015    | inedita         |
| Quinta stagione          | 4       | 2015         | inedita         |
| Sesta stagione           | 4       | 2016-2017    | inedita         |
| Settima stagione         | 3       | 2017-2018    | inedita         |
| Ottava stagione          | 4       | 2018-2019    | inedita         |
| Nona stagione            | 4       | 2019         | inedita         |
| Decima stagione          | 3       | 2020         | inedita         |
| Undicesima stagione      | 4       | 2021         | inedita         |
| Dodicesima stagione      | 4       | 2022         | inedita         |
| Tredicesima stagione     | 4       | 2023         | inedita         |
| Quattordicesima stagione | 2       | 2024         | inedita         |
| Speciali                 | 3       | 2013-2015    | inedita         |

## Produzione

### Ideazione e sviluppo
Dopo aver lavorato per la MTV Animation in serie dal calibro di Beavis and Butt-head e Celebrity Deathmatch, il produttore Dave Hughes ha iniziato a lavorare per Adult Swim nel 2003. In un'intervista, Hughes ha affermato che quando ha visto Adult Swim "scivolare via dalle sue radici più sperimentali" aveva già in mente il concetto di Off the Air, ma che non avrebbe mai pensato di crearlo da sé. Secondo Hughes, mentre viveva a New York, 120 Minutes, Concrete TV, Liquid Television e Night Flight sono stati tra i programmi sperimentali che lo hanno esposto "a un mondo completamente nuovo di idee, musica e persone che non aveva mai visto in nessun altro programma televisivo". I vari filmati degli episodi sono estratti dal Prelinger Archive e da varie fonti online, ai quali Hughes applica poi degli effetti visivi che lo fanno diventare surreale e molte volte psichedelico.
Il lancio della serie è avvenuta grazie a Mike Lazzo verso la fine del 2009, dopo che Huges aveva prodotto per il network un video mixtape che è stato proiettato all'evento del Carnival Tour 2010. La prima idea di Hughes sulla serie era sì quella di raccogliere una vasta collezione di filmati bizzarri, ma che poi si sarebbero intrecciati con delle clip di altre serie di Adult Swim. Alla fine però ha dovuto omettere quest'ultimo passaggio poiché la rete avrebbe dovuto acquisire le licenze di tutte le serie, facendole diventare opere derivate. 
Nel collegare i filmati tra di loro, Hughes cerca delle piccole clip "con almeno un minimo di verità o integrità". Secondo Hughes, l'aspetto più difficile del suo lavoro è quello di dover eliminare un filmato in particolare, infatti, durante le ricerche, Hughes è aiutato dai co-produttori della serie, Cody DeMatteis e Alan Steadman, che lo assistono nella ricerca di materiale difficile da prelevare. Secondo il creatore, ogni filmato è prelevato molto attentamente e "non lo usano assolutamente per sfruttare qualcuno o per prendere in giro il creatore del filmato o il filmato stesso".
Ogni episodio della serie viene modificato principalmente con il software Final Cut Pro, ma viene rivisitato con Adobe Photoshop e Adobe After Effects per utilizzare le tecniche di data-moshing tra un video e l'altro.

## Distribuzione

### Trasmissione internazionale
- 1º gennaio 2011 negli Stati Uniti su Adult Swim;
- 1º novembre 2019 in Russia su Adult Swim (2x2).[4]

## Accoglienza
In seguito alla trasmissione dell'episodio pilota Animals la notte di capodanno del 2011 alle 04:00 del mattino, la serie ha continuato ad andare in onda sulla stessa fascia oraria e come risultato di questo, insieme alla sua piccola selezione di episodi, Off the Air rimane relativamente sconosciuto sulla rete.
Nonostante ciò, Austin McManus di Juxtapoz ha notato come si stia "diffondendo gradualmente un passaparola", descrivendo la serie come un fenomeno di culto. Off the Air ha generato tre puntate speciali: Dan Deacon: U.S.A., consistente in filmati surreali di paesaggi americani, con la musica delle ultime quattro tracce dell'album America di Dan Deacon, Seramthgin, un episodio della seconda stagione al contrario intitolato Nightmares trasmesso la notte di Halloween del 2014 e Dan Deacon: When I Was Done Dying (abbreviato DDWIWDD), un video musicale dell'omonimo brano di Deacon dal suo album Gliss Riffer.
La serie in sé ha ricevuto un'accoglienza positiva, tanto che McManus ha condotto un'intervista di otto pagine sulla serie di Hughes in segno di apprezzamento. La stessa rivista aveva già precedentemente pubblicato dei numeri speciali riguardo Adult Swim nel luglio 2012, ma fino ad allora non aveva ancora pubblicato una pagina che si incentrasse su Off the Air, affermando che questa "era un'opportunità per gettare un po' di intuizione e retroscena su un programma unico e straordinario". Sam Thielman di Adweek ha classificato la serie al secondo posto dei 18 programmi della rete. Inoltre affermò che la serie stava "nella stessa categoria di King Star King, tra le cose più strane e fantastiche che sembrano far parte di una galleria d'arte". Jeremy Fuster di Neon Tommy definì la serie "l'angolo più oscuro e inqualificabile della televisione".